# Siegmund Gabriel

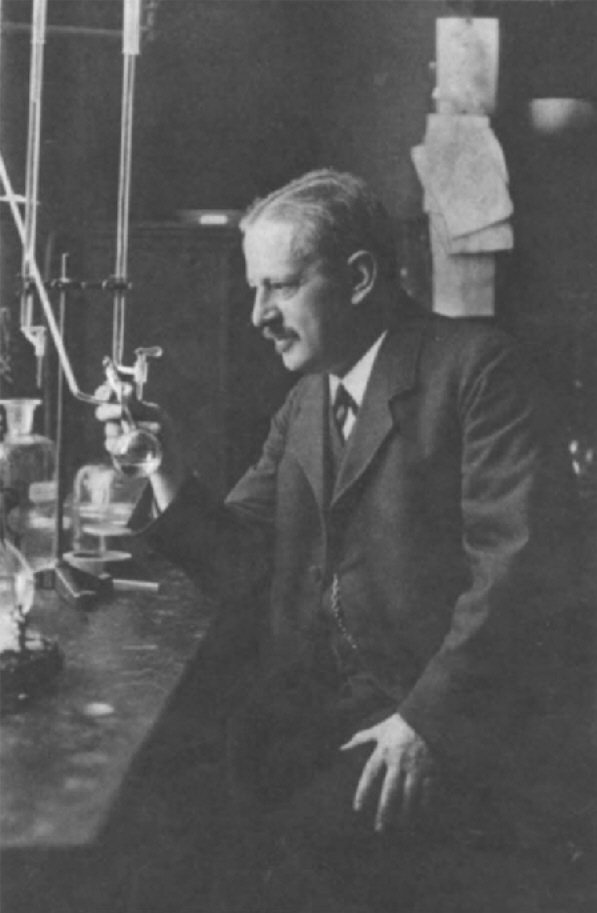
Gabriel in Berlin (ca. 1886)

Siegmund Gabriel (* 7. November 1851 in Berlin; † 22. März 1924 in Berlin) war ein deutscher Chemiker.

## Leben und Werk
Siegmund Gabriel studierte Chemie und promovierte 1874 in Heidelberg bei Robert Wilhelm Bunsen. Er war bis 1921 Professor an der Berliner Universität, wo er die Chemie zahlreicher organischer Stickstoff-Verbindungen erforschte. So entdeckte er u. a. den Ringschluss von 2-Bromethylamin zu Ethylenimin, synthetisierte erstmals Pyrimidin, und entwickelte 1887 die nach ihm benannte Gabriel-Synthese von primären Alkylaminen aus Halogenalkanen. Im Jahr 1888 wurde er zum Mitglied der Leopoldina gewählt. Nach ihm ist die 1900 entdeckte Gabriel-Colman-Umlagerung benannt und die Robinson-Gabriel-Synthese.

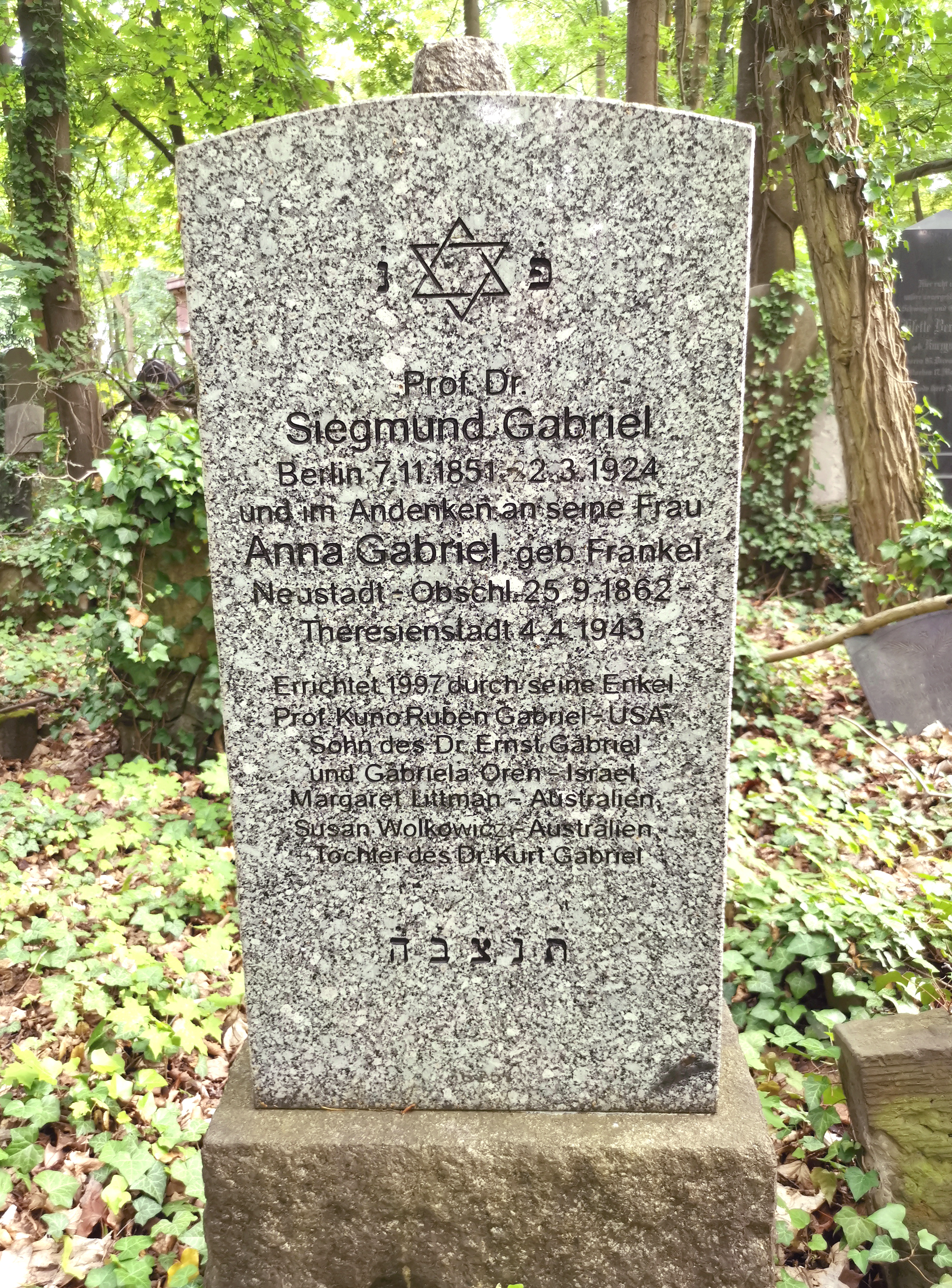
Grabstelle auf dem Jüdischen Friedhof Berlin-Weißensee

Siegmund Gabriel wurde auf dem Jüdischen Friedhof Berlin-Weißensee beerdigt (Feld C 2).